# Kostel svatého Jana Nepomuckého (Tetín)
Kostel svatého Jana Nepomuckého v Tetíně byl původně zasvěcen svatému Michaelu Archandělovi. Jde o středověkou stavbu románského původu, která byla v 17. století přestavěna v barokním slohu. Areál kostela se hřbitůvkem obklopuje ohradní zeď s masívní vstupní branou. Je chráněn jako kulturní památka.

## Historie
Jako farní chrám svatého Michaela Archanděla se kostel zmiňuje roku 1357, kdy pravděpodobně proběhla jedna z vícero přestaveb. V 16. století u kostela jako farář působil kronikář Václav Hájek z Libočan. Za josefínských reforem byl kostel zrušen, protože místní obyvatelstvo projevilo přání, aby se farním kostelem stal větší kostel svaté Ludmily. Opraven byl v 19. století zásluhou majitele tetínského zámku Vojáčka, který místo opravy zpustlé kaple v zahradě zámku nabídl obnovení tohoto kostela. Byl vysvěcen roku 1836 a od té doby je zasvěcen svatému Janovi Nepomuckému.
Kostel je odsvěcen a slouží jako galerie výtvarných děl. V roce 2012 se v kostele uskutečnila výstava grafik Bohuslava Reynka a fotografií Daniela Reynka. Průvodcovskou činnost o víkendech a svátcích (ve všech třech kostelech v Tetíně) a organizování výstav zajišťuje místní Sdružení sv. Ludmily.

## Architektura a interiér
Kostel je jednolodní stavba s pravoúhlým presbytářem. Loď s plochým stropem je staršího původu, presbytář, předsíňka a věžička s cibulovou střechou vznikly později. Obraz na barokním oltáři znázorňuje Jana Nepomuckého jako poutníka ve Staré Boleslavi.

## Hřbitov
Na přilehlém hřbitově se nachází hrobka rodiny Vojáčků z roku 1833, kde je pochován i vlastenecký spisovatel a překladatel Vácslav Vojáček. Vedle hrobky je symbolický hrob hrdinky znárodnělé písně Nad Berounkou pod Tetínem, který sem byl přenesen od zdi kostela v sedmdesátých letech 20. století. Pod vstupním kamenem do kostela je pohřben Vojtěch Cassanova (23. srpna 1740 – 29. ledna 1792), který se zasloužil o obnovení kostela a nechal postavit votivní kříž, který dříve stával na návsi a v roce 1959 byl přestěhován na nynější místo u hlavního vchodu na hřbitov. Pohřebiště v těchto místech bylo již v 10. století, jak dosvědčují archeologické nálezy Jana Axamita.